# Hendrik Pulinxpad
Het Hendrik Pulinxpad is een straat in Brugge. 

## Beschrijving
Er werd lang naar een passende plek gezocht om er de herinnering aan Hendrik Pulinx aan te koppelen. Aangezien men liefst iets wilde vinden in de binnenstad en in de onmiddellijke omgeving van waar Pulinx had gewerkt, waren er niet zo direct mogelijkheden voorhanden.
Men vond een passende plek in 1988. Van de aangelegde Bargeweg en Bargeplein loopt een pad naar de voetgangersbrug over de vestingsgracht. Het is dit pad dat het Hendrik Pulinxpad is genoemd. De voetgangersbrug kreeg dezelfde naam. Pad en brug liggen op weinige stappen van de Minnewaterbrug die door Pulinx werd ontworpen en niet ver van de plek waar hij zijn faiencefabriek uitbaatte en zijn woning had.
Het pad loopt van de Bargeweg en het Bargeplein naar de Katelijnevest. 